# Versace
 (транскр.  Ђани Версаче Ес-Ер-Ел), обично се назива једноставно као Versace (транскр.  Версаче), је италијанска луксузна модна компанија и трговачко име које је 1978. године основао Ђани Версаче. Главна колекција бренда је Versace, која производи напредне конфекцијске и кожне додатке италијанске производње. Versace лого је глава медузе, фигура грчке митологије. Лого је дошао са пода рушевина у области Ређо ди Калабрија где су се Версаче браћа и сестра играли као деца. Ђани Версаче је изабрао медузу као логотип, јер је људе натерала да се заљубе у њу и нису имали повратка. Надао се да ће његово друштво имати исти ефекат на људе и на оне који су носили његову одећу и обућу.